# Élie Lacerte
Pour l’article homonyme, voir Lacerte.
Élie Lacerte (15 novembre 1821-22 mars 1898) fut un médecin, maître de poste et homme politique fédéral et provincial du Québec.

## Biographie
Né à Saint-Sévère dans le Bas-Canada, il étudia au Collège de Nicolet et à l'Université Harvard. Apte à pratiquer la médecine en 1847, il s'installa à Yamachiche. Élu député du Parti conservateur dans la circonscription fédérale de St. Maurice lors de l'élection partielle de 1874 et déclenchée après la démission du député Louis Léon Lesieur Désaulniers, il fut défait en 1874.
Devenu député du Parti conservateur du Québec dans la circonscription provinciale de Saint-Maurice en 1875, il quitta la politique en 1878. Il servit ensuite comme agent territorial dans Saint-Maurice de 1887 à son décès à Yamachiche en 1898.